# Rytmus
Rytmus, właśc. Patrik Vrbovský (ur. 3 stycznia 1977 w Kromieryżu), znany również jako Pat3k – słowacki raper romskiego pochodzenia.

## Kariera
W branży muzycznej pojawił się w roku 1991, jako członek słowackiej X-Boyz. Metamorfolord już wtedy był uważany za wielki talent. Potem współpracował m.in. z DJ Vecem, Hajtkoviciem, aż w końcu w 2002 roku trafił do Kontrafaktu, gdzie gra do dzisiaj razem z kolegami: DJ Anešomem i Ego. W rodzimym kraju jest bardzo ceniony, głównie przez wielbicieli tradycyjnego rapu.
Gościnnie wystąpił w teledysku WWO, pt. „I tak to osiągnę”, znajdującego się na ostatniej płycie polskiego zespołu oraz w teledysku pt. „Stoprocent 2” promującym pierwszy solowy album Soboty. Wystąpił również w utworze, pt. „Nigdy”, który 25 października 2010 roku ukazał się na albumie Vabank piosenkarza o pseudonimie artystycznym Mrozu.
30 października 2009 roku wydał album Kral.
Od 12 lutego do 3 czerwca 2012 roku zasiadał w jury pierwszej edycji talent show Hlas Česko Slovenska adaptacji The Voice of Holland.
13 września 2014 roku muzyk wystąpił w katowickim Mega Clubie w ramach 10. edycji „Hip Hop Nigdy Stop”.

## Dyskografia
Albumy studyjne
| Tytuł                       | Dane dot. albumu                                                | Pozycja na liście | Pozycja na liście | Certyfikat                                       |
| Tytuł                       | Dane dot. albumu                                                | SVK               | CZE               | Certyfikat                                       |
| --------------------------- | --------------------------------------------------------------- | ----------------- | ----------------- | ------------------------------------------------ |
| Bengoro                     | - Data: 24 kwietnia 2006 - Wydawca: Tvoj Tatko Records/Sony BMG | 3                 | –                 | - SVK: platynowa płyta                           |
| Kral                        | - Data: 30 listopada 2009 - Wydawca: Tvoj Tatko Records/EMI     | –                 | 5                 | - SVK: platynowa płyta                           |
| Fenomen                     | - Data: 2 grudnia 2011 - Wydawca: Tvoj Tatko Records/EMI        | –                 | 2                 | - SVK: 3x platynowa płyta - CZE: platynowa płyta |
| Krstný otec                 | - Data: 11.2016 - Wydawca: Tvoj Tatko Records                   | 1                 | 2                 | - SVK: 7x platynowa płyta                        |
| „–” album nie był notowany. |                                                                 |                   |                   |                                                  |

Kompilacje
| Tytuł                | Dane dot. albumu                                        | Pozycja na liście | Pozycja na liście | Certyfikat         |
| Tytuł                | Dane dot. albumu                                        | SVK               | CZE               | Certyfikat         |
| -------------------- | ------------------------------------------------------- | ----------------- | ----------------- | ------------------ |
| Si zabil             | - Data: 10 listopada 2008 - Wydawca: Tvoj Tatko Records | –                 | 42                | - SVK: złota płyta |
| Jediný co hreši      | - Data: 7 grudnia 2012 - Wydawca: Tvoj Tatko Records    | 88                | 5                 |                    |
| Box                  | - Data: 30 października 2013 - Wydawca: Parlophone      | –                 | 54                |                    |
| The Best Of The Best | - Data: 5 czerwca 2015 - Wydawca: Tvoj Tatko Records    | 39                | 21                |                    |
| SKAP                 | - Data: 10 listopada 2018 - Wydawca: Tvoj Tatko Records | 14                | –                 |                    |

Albumy wideo
| Tytuł            | Dane dot. albumu                                        | Pozycja na liście | Pozycja na liście |
| Tytuł            | Dane dot. albumu                                        | CZE               | CZE Video         |
| ---------------- | ------------------------------------------------------- | ----------------- | ----------------- |
| Video Collection | - Data: 13 listopada 2011 - Wydawca: Tvoj Tatko Records | 35                | 1                 |

Występy gościnne
| Album                             | Rok  | Utwór                                                                                 | Źródło |
| --------------------------------- | ---- | ------------------------------------------------------------------------------------- | ------ |
| Orion – Teritorium 1              | 2003 | „Ženy, víno, zpěv” (gościnnie: David Čokoláda, Ego, Rytmus)                           | [ 23 ] |
| WWO – Życie na kredycie           | 2005 | „I tak to osiągnę” (gościnnie: Dragon Davy, Ego, Medhi Mesrine, Orion, Rytmus, Włodi) | [ 24 ] |
| Miky Mora – Moratón               | 2006 | "Čo?!!” (gościnnie: Rytmus)                                                           | [ 25 ] |
| H16 – Kvalitný Materiál           | 2006 | „Nech vidia” (gościnnie: Rytmus)                                                      | [ 26 ] |
| Jędker Realista – Czas na prawdę  | 2007 | „Doceniaj wolność / Appreciate Freedom” (gościnnie: Rytmus-Kontrafakt, Vladimir-PSH)  | [ 27 ] |
| Marko – Velmi Nebezpečné Známosti | 2007 | „Wiadomość oryginalna (Remix)” (gościnnie: Jędker, Rytmus, Vladimir 518)              | [ 28 ] |
| Sobota – Sobotaż                  | 2009 | „Stoprocent 2" (gościnnie: Bigz, Donguralesko, Kool Savas, Rytmus, Wall-E)            | [ 29 ] |
| Tina – Veci Sa Menia              | 2009 | „Príbeh” (gościnnie: Rytmus) „Príbeh (Verzia 2)” (gościnnie: Rytmus)                  | [ 30 ] |
| Mrozu – Vabank                    | 2010 | „Nigdy” (gościnnie: Rytmus)                                                           | [ 31 ] |
| Grimaso – Let The Beat Come True  | 2010 | „Hip Hop Ide Hore” (gościnnie: Rytmus)                                                | [ 32 ] |
| Embassy – Svévolná Diplomacie     | 2010 | „Pravdivé lži” (gościnnie: Rytmus)                                                    | [ 33 ] |
| Chada, RX – Efekt porozumienia    | 2014 | „Nie zatrzyma mnie nikt” (gościnnie: Rytmus)                                          | [ 34 ] |
| Slipo & Hajtkovič – Kde Je Rap?   | 2014 | „Moja cesta (Original Version)” (gościnnie: Rytmus)                                   | [ 35 ] |